# Dalslands Nya Tidning
Dalslands Nya Tidning var en tidning i Åmål. Den gavs ut i mitten av 1800-talet av bokhandlaren Johan Erik Dahlgren, som hade köpt det tryckeri där Åmåls Weckoblad och Tidning för Åmåls stad och Dalsland tidigare publicerats. 1853 bytte tidningen namn till Postbudet, med undertiteln Tidning för Dal och vestra Vermland, och fortsatte att ges ut till 1855.